# Merizocera mandai
Merizocera mandai es una especie de araña araneomorfa del género Merizocera, familia Psilodercidae. Fue descrita científicamente por Li en 2020.
Habita en Singapur. El holotipo masculino mide 1,41 mm y el paratipo femenino 1,41 mm.